# ايواتي برودكاستين كومباني

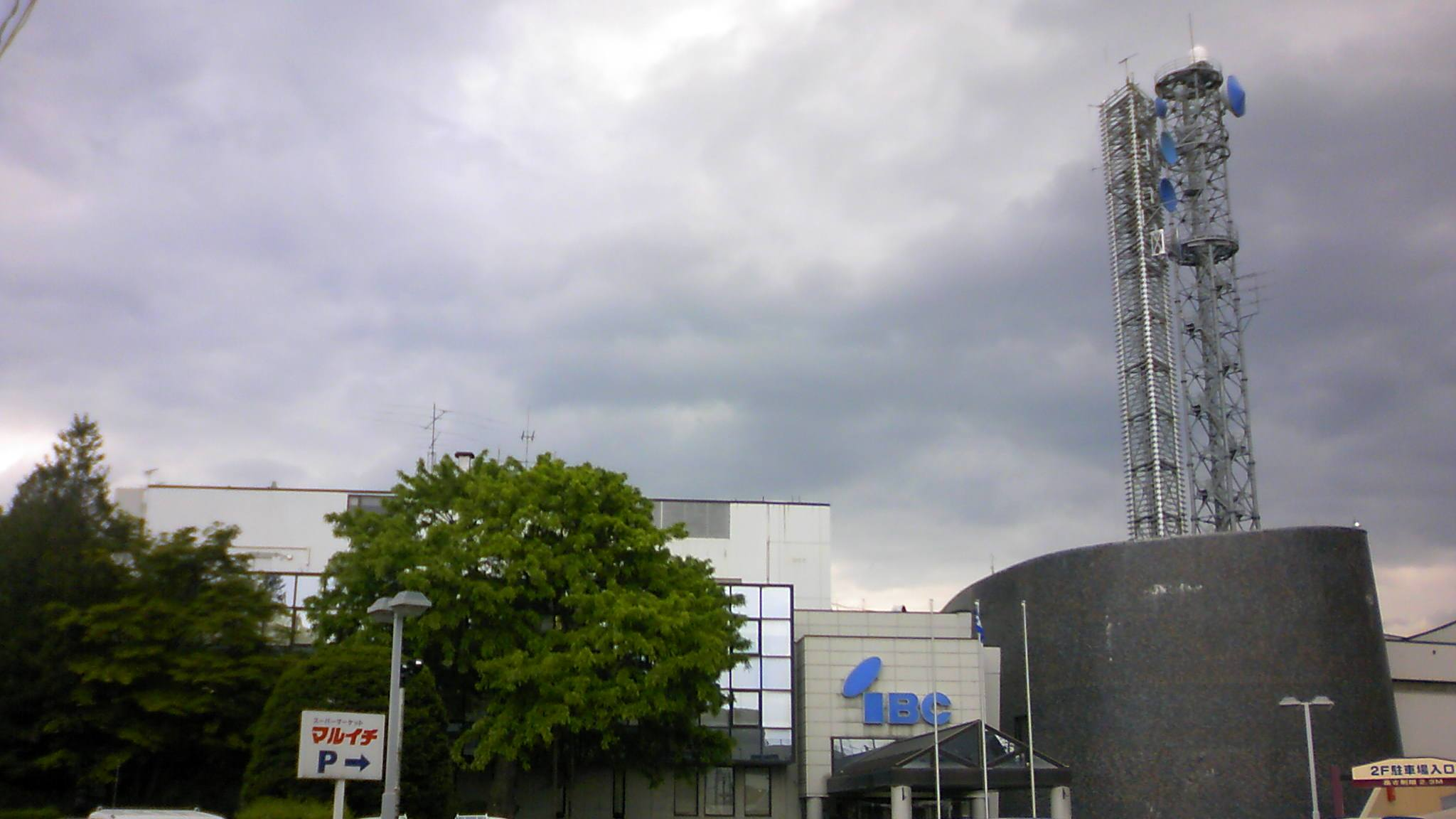
ايواتي شركة البث HQ

ايواتي برودكاستين  كو.،إل تي دي (株式会社IBC岩手放送 Kabushiki-gaisha IBC Iwate Hōsō) المعروف أيضا باسم "آي بي سي"هو تلفزيون الياباني ومحطة إذاعية تابعة شبكة أخبار اليابان. مقرها يقع في موريوكا، إيواته.

## الشبكة
- التلفزيون: شبكة أخبار اليابان (JNN)
- الراديو: راديوشبكة اليابان (جرن),  شبكة الراديو الوطنية (NRN)

## المحطات

### التناظرية التلفزيون
- موريوكا (المحطة الرئيسية) JODF-TV 6ch

### التلفزيون الرقمي(ID:6)
- موريوكا (المحطة الرئيسية) JODF-DTV 16ch

### راديو
- موريوكا (المحطة الرئيسية) JODF 684 كيلو هرتز

## منافسة المحطات
- تلفزيون ايواتي (TVI)
- تلفزيون ايواتي مينكوا (MIT)
- تلفزيون ايواتي اساهي (IAT)

## وصلات خارجية
- ايواتي شركة البث